# Holmquistita
La holmquistita és un mineral de la classe dels silicats, que pertany i dona nom al grup del nom arrel holmquistita. Rep el nom en honor de Per Johan Holmquist (Goteborg, Suècia, 23 de gener de 1866 - Djursholm, Suècia, 3 de març de 1946), petròleg suec.

## Característiques
La holmquistita és un silicat de fórmula química ☐{Li₂}{Mg₃Al₂}(Si₈O22)(OH)₂. Cristal·litza en el sistema ortoròmbic. La seva duresa a l'escala de Mohs és 5,5.
Segons la classificació de Nickel-Strunz, la holmquistita pertany a «09.DD - Inosilicats amb 2 cadenes dobles periòdiques, Si₄O11; ortoamfíbols» juntament amb els següents minerals: ferroantofil·lita, ferrogedrita, gedrita, protomanganoferroantofil·lita, sodicantofil·lita, sodicferroantofil·lita, sodicferrogedrita, sodicgedrita, ferroholmquistita i protoantofil·lita.

## Formació i jaciments
Va ser descoberta a les mines d'Utö, situades a la localitat d'Utö, al municipi de Haninge, al comtat d'Estocolm (Suècia). Tot i tractar-se d'una espècie no gaire habitual ha estat descrita en tots els continents del planeta a excepció de l'Antàrtida.